# Анстен
Анстен (Онстен, Онстон), англ. Unstan (Onstan, Onston) — гробница-каирн эпохи неолита на острове Мейнленд в составе Оркнейских островов, Шотландия. Сооружён на мысу, выступающем в озеро Лох-оф-Стеннес около поселения Хау (Howe) к северо-западу от Стромнесса. По конструкции Анстен является необычным гибридом двух типов камерных каирнов. Кроме того, в Анстене впервые обнаружена анстеновская керамика.

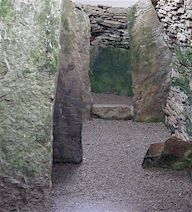
Главный коридор, вид внутри, Анстен.

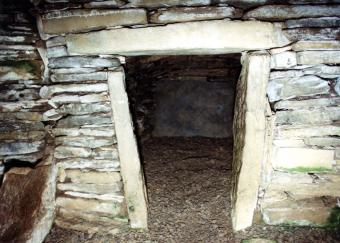
Вход в гробницу Анстен, главный коридор.

Судя по находкам из близлежащих захоронений, как они, так и Анстен были сооружены в промежутке 3400 — 2800 гг. до н. э.
В Анстене обнаружены человеческие останки — два скелета в скорченном положении в боковой камере, ещё несколько в основной камере и несколько костей лежали в беспорядке во всей гробнице. Кроме того, обнаружены кости животных и уголь.
Вероятно, Анстен продолжали использовать во 2 тыс. до н. э. Обнаруженный в гробнице наконечник стрелы имеет форму, характерную для культуры колоколовидных кубков, существовавшей в период позднего неолита и бронзового века.